# El hombre que nació dos veces
 El hombre que nació dos veces  es una película argentina en blanco y negro dirigida por Oduvaldo Vianna sobre su propio guion que se estrenó el 28 de septiembre de 1938 y que tuvo como protagonistas a Héctor Calcaño, Sebastián Chiola, Totón Podestá y César Ratti .

## Sinopsis
Para reconquistar el amor de su familia, un hombre se hace pasar por muerto. 

## Reparto
- Héctor Calcaño
- Sebastián Chiola
- Miguel Coiro
- Anita Lang
- Claudio Martino
- Emma Martínez
- Héctor Méndez
- Totón Podestá
- César Ratti
- Esther Vani

## Comentario
Calki escribió sobre el filme: “Con este asunto… Oduvaldo Vianna hubiera podido hacer otra exitosa pieza de teatro, pero quiere hacer cine. Y para ello no bastan dos o tres enfoques raros y algunas sobreimpresiones”.